# Tweepuntsschakeling
De tweepuntsschakeling is een bedradingsschema dat wordt toegepast bij telefoontoestellen van de PTT en dat stamt uit de jaren zeventig. Deze schakeling is alleen te gebruiken met zogenoemde norm '51-toestellen van de PTT. Dat zijn toestellen die technisch identiek aan elkaar zijn.

## Toepassing

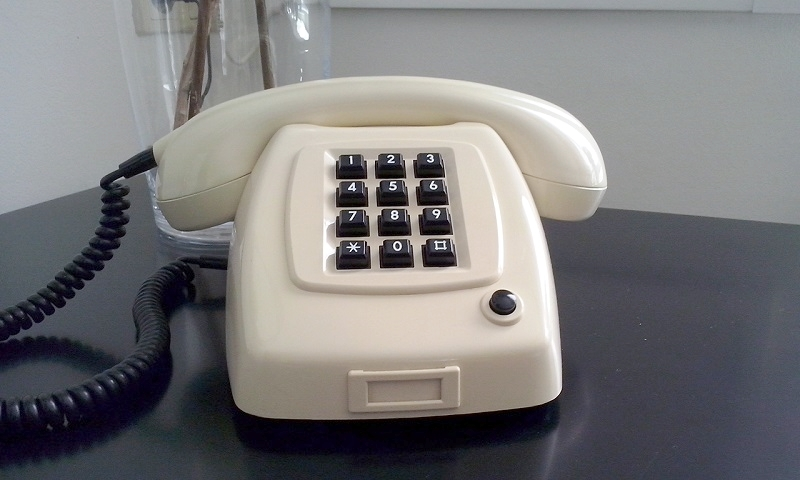
T65-toestel

De schakeling is bedoeld om twee toestellen (zoals van het type T65) aan te sluiten op dezelfde telefoonlijn, waarbij beide toestelbellen rinkelen en men op het andere toestel tijdens een gesprek niet kan meeluisteren. Doordat de groene aarddraad van het toestel voor een ander doel gebruikt wordt, kan men geen gebruik maken van de eventuele aardtoets op het telefoontoestel. De aardtoets maakt tijdens het indrukken ervan een verbinding tussen de aarddraad en a-draad van het telefoontoestel. Vroeger werd dit gebruikt voor bedrijfscentrales, bijvoorbeeld om een binnenkomende oproep door te verbinden. Inmiddels is de aardtoets verouderd en vervangen door de Flashtoets (Register Recall), waar ook geen aparte draad meer voor nodig is.
Een telefoontoestel is ruwweg te verdelen in twee stukken, een belcircuit waar de bel deel van uitmaakt, en een spreekcircuit waar de microfoon in zit. Volgens PTT-beleid uit voorgaande jaren was het niet toegestaan om belcircuits van telefoons parallel te schakelen. Men kon namelijk niet garanderen dat toestelbellen goed werken als men ver van de centrale vandaan woont. In de schakeling is het eerste toestel leidend, omdat die voor in de lijn geschakeld is en met zijn haakcontact het tweede toestel isoleert.
In het aansluitcompartiment van T65-toestellen moet de groene draad (de aarddraad) verplaatst worden van klem 2 naar klem 5. Klem 5 is aangesloten op een schakelaar van het haakcontact van het toestel, welke bediend wordt als de hoorn wordt opgenomen of neergelegd. Klem 2 is het standaardaansluitpunt voor de aarddraad, zodat deze draad aangesloten kan worden op de aardtoets.
Ook in de wandcontactdozen moet een en ander worden aangepast. Vrijwel altijd zijn de benamingen van de verschillende aansluitpunten aangegeven in de contactdoos. Als eerste wordt een stropje (in feite een doorverbinding) geplaatst tussen de punten a' en aarde. De a-draad (rood) van de tweede contactdoos wordt aangesloten op de b-aansluiting van de eerste contactdoos, de b-draad (blauw) van de tweede contactdoos wordt geplaatst op de aardklem van de eerste en de blanke ader van de telefoonkabel wordt geplaatst tussen het punt EB van contactdoos 1 en de aardklem van contactdoos 2. Tot slot wordt er in de tweede contactdoos nog een stropje geplaatst tussen aansluitklem b en EB. De afkorting EB staat voor Extra Bel. Men kan namelijk een extra telefoonbel aansluiten tussen de punten b en EB. Een extra telefoonbel plaatste men op plaatsen waar het rinkelen van de telefoon anders niet te horen zou zijn. Een stropje is indien een EB gebruikt wordt niet nodig.